# Herrischried
Herrischried település Németországban, azon belül Baden-Württembergben. Lakosainak száma 2724 fő (2023. december 31.).

## Népesség
A település népessége az elmúlt években az alábbi módon változott:
| Lakosok száma | 1790 | 1861 | 1764 | 2052 | 1987 | 2363 | 2701 | 2776 | 2634 | 2724 |
|               | 1961 | 1967 | 1974 | 1980 | 1987 | 1993 | 2000 | 2006 | 2013 | 2023 |